# Casa da Música

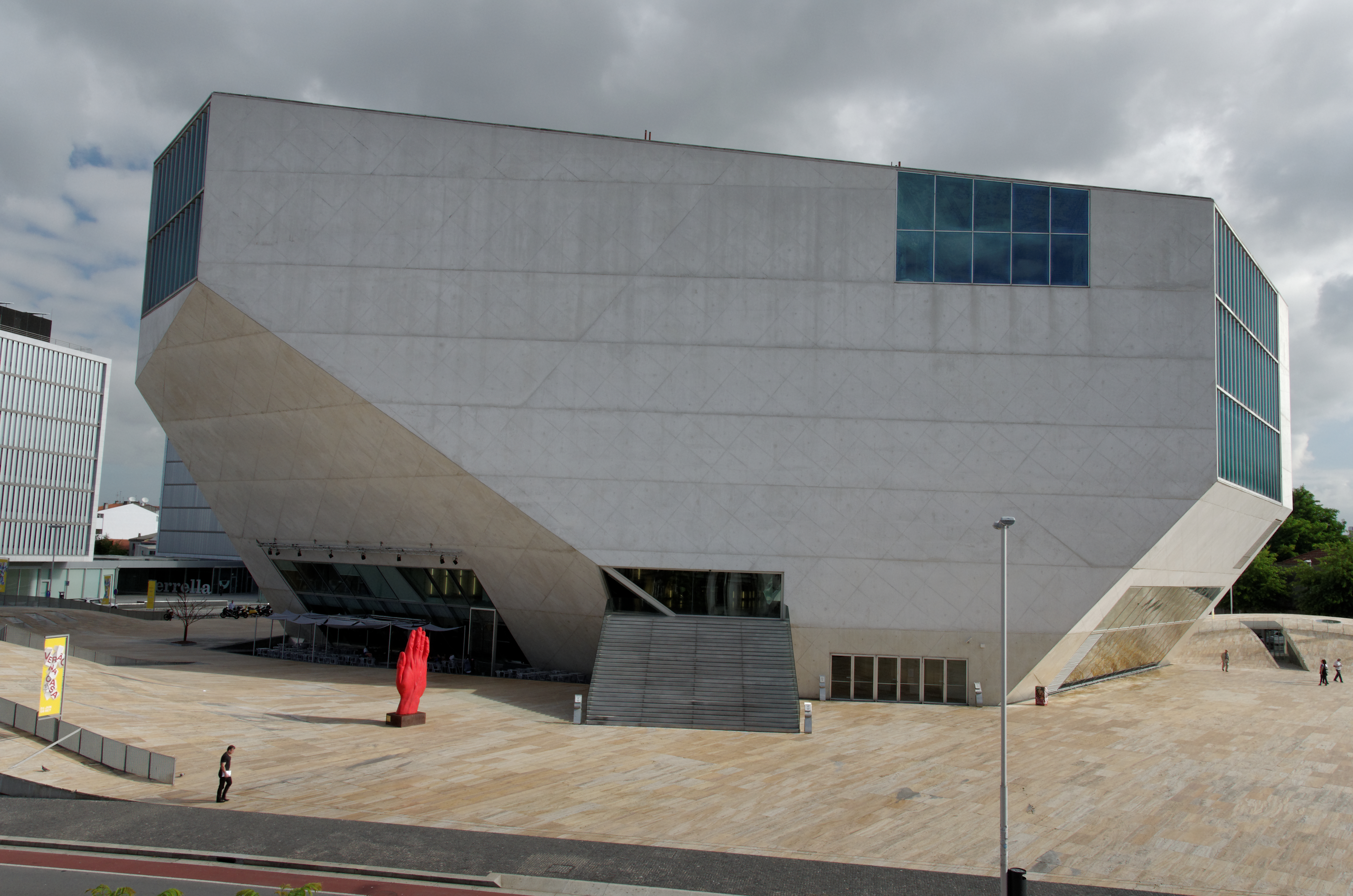
La Casa da Música. Façade de l'entrée principale

La Casa da Música est une salle de spectacle de la ville de Porto, au Portugal qui héberge ses trois orchestres Orquestra Nacional do Porto, Orquestra Barroca et Remix Ensemble. 
Conçue par l'architecte néerlandais Rem Koolhaas, en collaboration avec l'agence de scénographie dUCKS scéno et l'acousticien Renz Van Luxemburg, à l'occasion de l'élection de Porto en tant que capitale européenne de la culture en 2001, elle n'a en fait été inaugurée que le 15 avril 2005 en présence du président de la République portugaise Jorge Sampaio. Incluant deux salles de concert et 9 étages, la Casa da Música est taillée dans un volume simple de béton et de verre et affiche ainsi des formes contemporaines.

## Architecture
La genèse du projet est particulièrement singulière : à l'époque du concours, Koolhaas et son agence travaillaient sur un projet de villa nommée « Y2K » pour un client néerlandais. Ils adaptèrent la forme générale de l'édifice et la disposition des vides intérieurs pour aboutir, moyennant un changement d'échelle, au projet de concours de la Casa da Musica. Ainsi le vaste living-room traversant est devenue la salle de concert principale avec ses deux baies ouvrant sur la ville de Porto. La villa, quant à elle, ne fut jamais réalisée.
La Casa da Musica témoigne des recherches de Koolhaas dans plusieurs domaines :
- l'ouverture de la salle de concert sur la ville. La salle principale de la Casa da Musica est ouverte à ses deux extrémités par deux grandes baies. Koolhaas apparaît comme un pionnier dans cette volonté d'ouverture ; jusqu'alors les salles de concert étaient conçues comme des lieux clos. Le Dee and Charles Wyly theatre de Dallas, l'une des dernières œuvres de l'agence OMA, sera l'aboutissement de cette démarche.
- les recherches en matière structurelle. Rem Koolhaas a travaillé sur ce projet avec Cecil Balmond, célèbre ingénieur, collaborateur des plus grands architectes contemporains pour leurs projets les plus audacieux. L'intérieur de la Casa da Musica est ponctué de poteaux de biais et tirants en béton armé recevant les charges des voiles béton formant l'enveloppe. Cet emploi d'une structure complexe aux supports inclinés témoigne des liens de Koolhaas avec le mouvement déconstructiviste.
- la variété et le contraste des matériaux. Comme dans nombre de ses projets, Koolhaas emploie ici des matériaux variés qu'il juxtapose de manière inattendue. Le béton armé, brut de décoffrage, forme l'essentiel des surfaces intérieures et extérieures. Il contraste avec le verre et le métal. La salle de concert principale est parée de bois à la facture très modeste mais garni de feuilles d'or dessinant des zébrures plus qu'inattendues. Enfin, le salon VIP est couvert de carreaux d'Azulejos rappelant cette tradition ornementale portugaise.
- la complexité des espaces intérieurs et des circulations. Comme dans la plupart de ses projets, Koolhaas opte pour une intrication très grande des vides (salles de concert, bureaux de l'administration, etc.) et des multiples circulations (nombreux escaliers au parcours déroutant). Ces recherches spatiales entreprises dès la Kunsthal de Rotterdam et poursuivies à l'ambassade des Pays-Bas de Berlin visent la plus grande fluidité des parcours et une progression complexe où l'on est tantôt au cœur du bâtiment, séparé de la ville, et tantôt en surface face au panorama urbain.

## Concerts

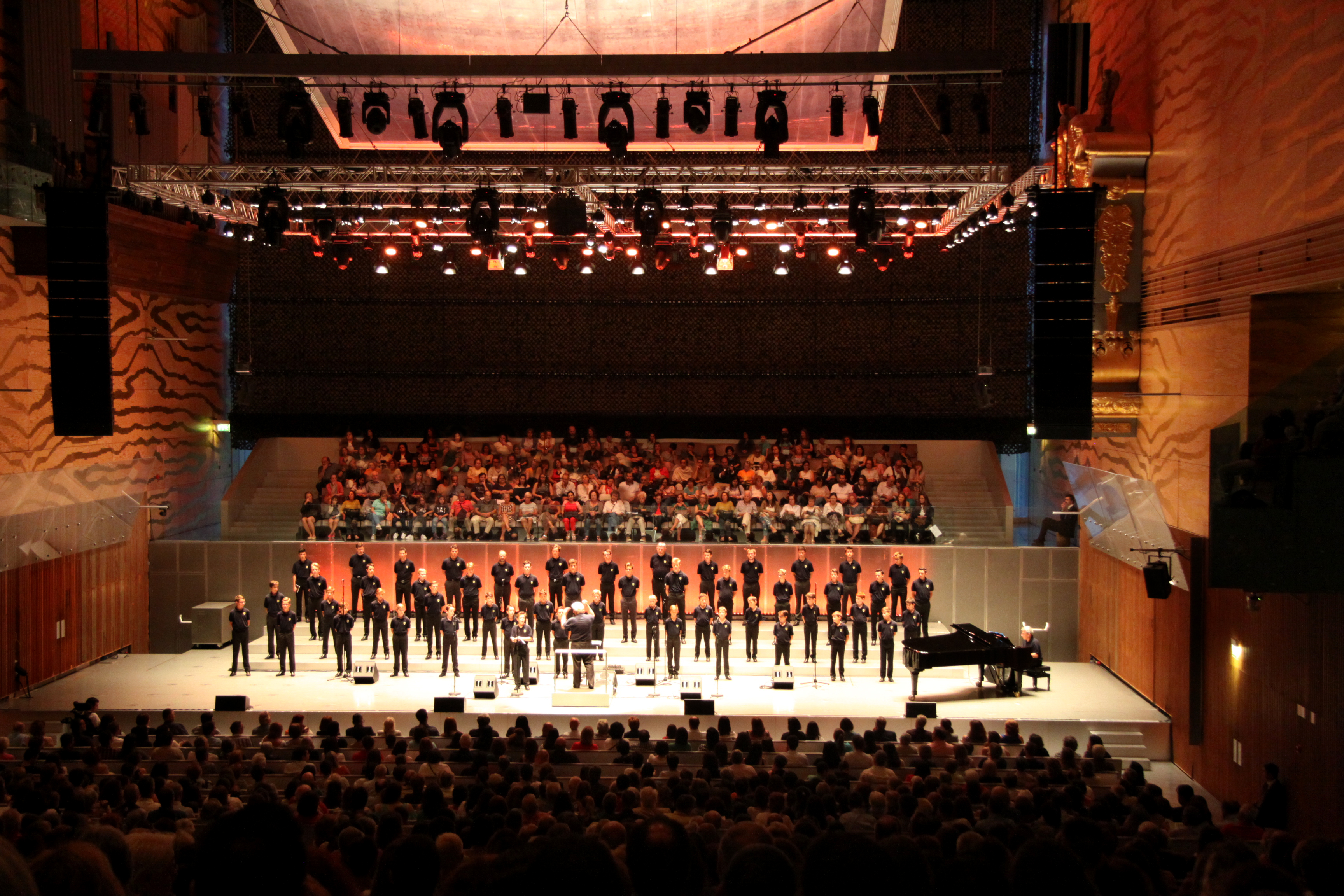
Les Petits Chanteurs de Sainte-Croix de Neuilly - The Paris Boys Choir - en concert à la Casa da Música le 24 juillet 2018.

Le 24 juillet 2018, les Maîtrise de Sainte-Croix de Neuilly (The Paris Boys Choir), sous la direction de François Polgár, donnent un concert à la Casa da Música devant une salle comble. Ils y apparaissent sous leur nom portugais : Os Meninos Cantores de Paris,.